# Фонсека, Бруно
Бруно Фонсека (англ. Bruno Fonseca; 15 марта 1958 — 31 мая 1994) — американский художник-абстракционист и фигуративист, скульптор.

## Биография
Фонсека родился в Нью-Йорке в семье художников. Его отец, Гонсало Фонсека, родом из Уругвая, был скульптором. Его младший брат Кайо Фонсека — известный современный художник, сестра Изабель Фонсека — писатель.
В детстве Фонсека страдал от дислексии и заикания и проходил лечение упсихиатра. Фонсека стал компенсировать свои речевые ограничения талантом рисования, копируя картины Микеланджело и других великих мастеров в раннем возрасте. Выросший в доме на 11-й восточной улице в Гринвич-Виллидж, Фонсека учился в школе Далтона на Манхэттене и в школе Святой Анны на Бруклинских высотах . Он не смог окончить среднюю школу и в 18 лет переехал в Барселону, где учился у Аугусто Торреса. В Барселоне он прожил до 1993 года, когда вернулся в Нью-Йорк за несколько месяцев до своей смерти.
У Фонсеки было то, что его сестра назвала «слегка извращенной неприязнью к изысканным товарам и „роскоши“ всех видов». Он предпочитал старые предметы, старую одежду и мусор, которые он собирал на улицах Барселоны. Он решил жить в квартале красных фонарей Барселоны, среди бедных, калек, наркоманов, уличных девушек и богемного общества.

## Творчество
В конце своей жизни Фонсека написал четыре большие картины, известные как «Военные фрески», на которых изображены сцены военных действий. Отдельные работы под названием Танк (холст, масло, 208,2 х 269,2   см) Огонь (холст, масло, 207 х 284,5   см), Бухарест (холст, масло, 208,2 х 279,4   см) и Тимишоара (холст, масло, 210,8 х 271,7 см). Один писатель описал антивоенную тему в «Военных фресках», начатых в 1989 году и завершенных в 1993 году, как «самое мощное заявление подобного рода со времен великой Герники Пикассо».
Фрески были вдохновлены фотографиями солдат из газет и изображениями насилия в Восточной Европе, включая публичную казнь Николая Чаушеску. Его сестра вспоминала, как они вместе с Бруно смотрели сюжеты о волнениях в Восточной Европе по CNN: «Военные фрески — четыре большие повествовательные картины Бруно, вдохновленные антикоммунистическими волнениями, — отражают  величайший синтез из абстрактной и репрезентативной живописи, то, за что он боролся на протяжении всего своего творчества».
Фонсека работал над фресками в течение нескольких лет, завершая их уже тяжело страдая от последствий СПИДа. Впервые «Военные фрески» были показаны на открытии галереи Джона Макинроя в Сохо в январе 1994 года. В 1993 году в нью-йоркском Саландер-О'Рейли была проведена персональная выставка Фонсеки.
После заражения СПИДом Фонсека вернулся в Нью-Йорк. Незадолго до своей смерти он женился на своей ученице, немецкой художнице Анке Блау. Бруно Фонсека скончался от СПИДа в 1994 году в возрасте 36 лет.